# Ceruana
Ceruana is een geslacht uit de composietenfamilie (Asteraceae). Het geslacht telt slechts een soort die voorkomt in de regio's van de Sahara en de Sahel in Afrika. Het verspreidingsgebied ligt tussen Egypte in het noorden, Ethiopië in het zuidoosten en Senegal in het westen.  

## Soorten
- Ceruana pratensis Forssk.